# Lazar Hayward
Lazar Miller Hayward (Buffalo, Nueva York, 26 de noviembre de 1986) es un exjugador de baloncesto estadounidense que disputó tres temporadas en la NBA. Con 1,98 metros de estatura, jugaba en la posición de alero.

## Trayectoria deportiva

### Universidad
Hayward completó su carrera universitaria en la Universidad de Marquette. En su segunda campaña en los Golden Eagles promedió 12.8 puntos y 6.5 rebotes, participando por primer año como titular, y fue incluido en el segundo mejor quinteto de la Big East Conference. En su año júnior (tercera temporada) finalizó entre los mejores de la Big East en anotación (10º, 16.3 puntos por partido), rebotes (7º, 8.6) y porcentaje de tiros libres (4º, 82%). En su última campaña en Marquette, Hayward formó parte del segundo mejor quinteto de la conferencia y fue mención honorable del All-American por Associated Press, además de participar en el NABC All-Star Game de 2010, donde fue nombrado mejor jugador de su equipo con 23 puntos y 7 rebotes. Sus promedios durante la temporada fueron de 18.1 puntos, 7.5 rebotes y 1.9 robos de balón por partido.
En el verano de 2009 ganó la medalla de bronce con la selección de baloncesto de Estados Unidos en los Juegos Universitarios de Belgrado.

### Profesional
Fue seleccionado por Washington Wizards en la 23ª posición del Draft de la NBA de 2010, aunque sus derechos fueron traspasados a Minnesota Timberwolves durante la noche del Draft.
El 13 de diciembre de 2011 fue traspasado a Oklahoma City Thunder a cambio de dos segundas rondas de draft y Robert Vaden.

Tras su paso por los Tulsa 66ers de la NBA Development League el 13 de diciembre de 2012 firma un contrato temporal nuevamente con los Minnesota Timberwolves perteneciendo al equipo hasta un mes más tarde, en enero deja el equipo habiendo jugado 4 encuentros y promediando 7,8 minutos por partido y 2,5 puntos por partido.

## Estadísticas de su carrera en la NBA

### Temporada regular
| Año     | Equipo        | PJ | PT | MPP  | %TC  | %3P  | %TL   | RPP | APP | ROB | TPP | PPP |
| ------- | ------------- | -- | -- | ---- | ---- | ---- | ----- | --- | --- | --- | --- | --- |
| 2010-11 | Minnesota     | 42 | 0  | 10.0 | .357 | .283 | .786  | 1.7 | .7  | .3  | .2  | 3.8 |
| 2011-12 | Oklahoma City | 26 | 0  | 5.4  | .342 | .286 | .583  | .6  | .2  | .1  | .0  | 1.4 |
| 2012-13 | Minnesota     | 4  | 0  | 7.8  | .200 | .000 | 1.000 | 1.0 | .8  | .5  | .0  | 2.5 |
| Total   | Total         | 72 | 0  | 8.2  | .347 | .269 | .767  | 1.3 | .5  | .2  | .1  | 2.9 |

### Playoffs
| Año   | Equipo        | PJ | PT | MPP | %TC  | %3P  | %TL  | RPP | APP | ROB | TPP | PPP |
| ----- | ------------- | -- | -- | --- | ---- | ---- | ---- | --- | --- | --- | --- | --- |
| 2012  | Oklahoma City | 5  | 0  | 3.6 | .667 | .000 | .000 | .8  | .0  | .0  | .0  | .8  |
| Total | Total         | 5  | 0  | 3.6 | .667 | .000 | .000 | .8  | .0  | .0  | .0  | .8  |